# Cavendishia pseudopedunculata
Cavendishia pseudopedunculata är en ljungväxtart som beskrevs av J.L. Luteyn. Cavendishia pseudopedunculata ingår i släktet Cavendishia och familjen ljungväxter. Inga underarter finns listade i Catalogue of Life.